# Spurius Tadius
Spurius Tadius lub Studius Ludius – rzymski malarz działający w czasach Augusta.
Znany z przekazu Pliniusza Starszego, tworzył malarstwo ścienne. Zapisał się jako innowator, który wprowadził do sztuki sceny krajobrazowe z przedstawieniami willi, portów, gajów, lasów, wzgórz, rzek.